# Chevrolet Impala

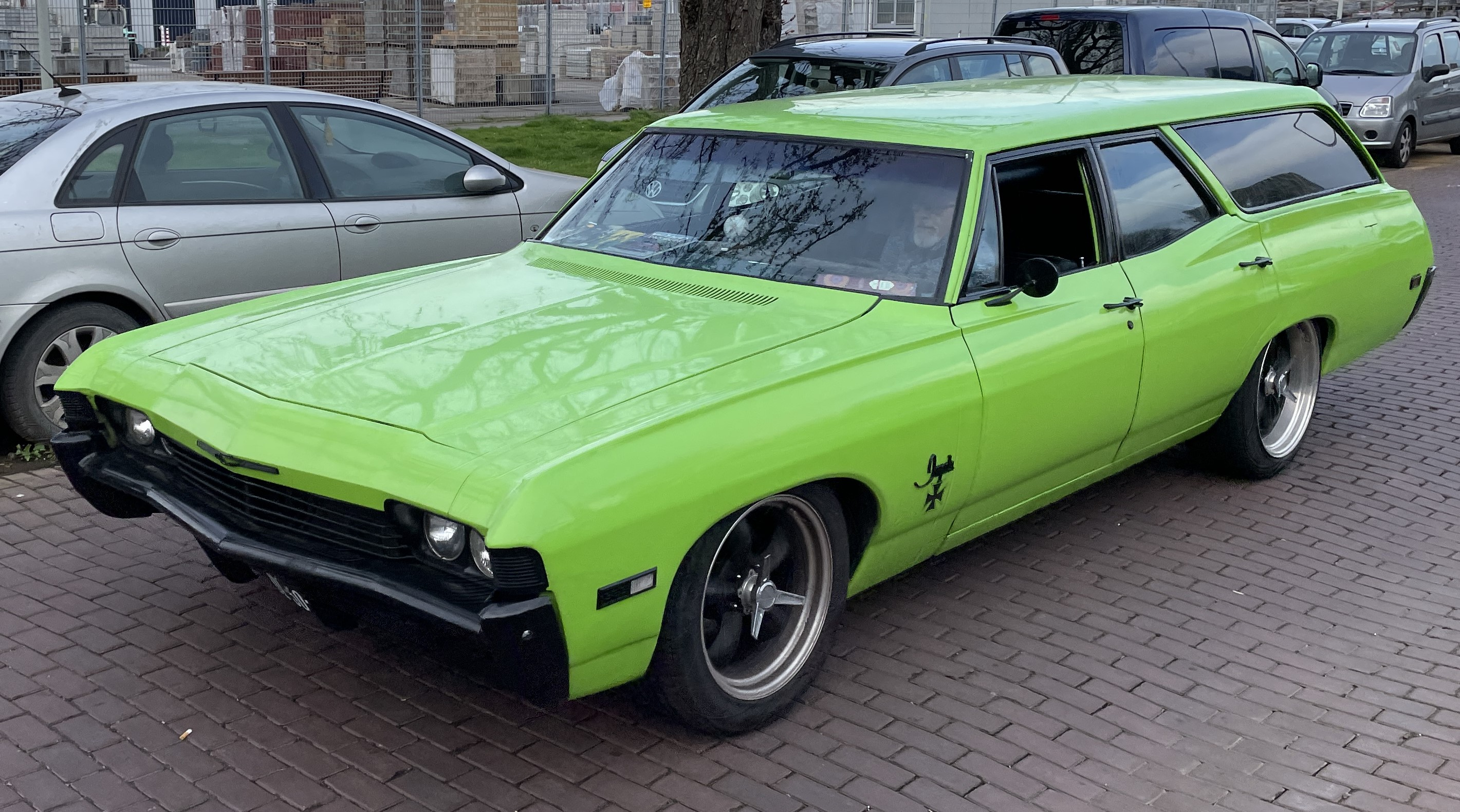
Chevrolet Impala 1968

A Chevrolet Impala a General Motors egyik autómodellje.

## Az első generáció
Az USA-ban gyártott autó a hatvanas (1961–1969), majd a kilencvenes években (1994–1996). Nevét az Afrikában élő impala nevű antilopfajról kapta, az autótípus saját emblémája is ez az antilop. A Chevrolet egyik legismertebb típusneve elsőként 1956-ban mutatkozott be a Chevrolet Bel Air különleges kiadásaként, majd 1957 októberében az Impala szériaváltozata is megjelent. A csúcsmodellre egészen 1961-ig kellett várni, amikor az SS névre keresztelt gyári sportcsomag elérhetővé vált a kereskedőknél. A 6,7 literes, 360 lóerős V8-as az öt erőforrásból álló motorpaletta egyike volt. A típus csúcsmodellje ezen felül megerősített fékeket, közvetlenebb kormányzást, masszív futóművet és 7000-ig skálázott fordulatszámmérőt kínált. 1964-re az Impala SS már külön modellsorozat volt, többféle motorral és sebességváltóval rendelhették meg.
1965-ben teljesen áttervezték az autót, hosszabb és alacsonyabb lett. 6,5 literes nyolchengeresét 325 és 425 lóerős változatokban kínálták. Ebben az évben közel 250 ezer Impala SS kelt el. A típust 1967-ben ismét átrajzolták, de már kevésbé volt népszerű. Alapmodellje és az SS427 csúcskiadás közül 1969-re már csak az erősebbik maradt a kínálatban.
Az Impala nevet 1985–1993 között nem használták, ekkor a Chevrolet megjelentette az Impala SS tanulmányautót a Chicagói Autószalonon. A hatalmas, hátsókerekes Caprice alapjaira feszes felfüggesztéssel és közvetlenebb kormányzással épült autó 1994-ben jelent meg. Álló helyzetből mindössze 7,1 másodpercre volt szüksége a százra gyorsításhoz.
A Chevrolet Impala – a Chevrolet Caprice-szel és a Ford Crown Victoriával együtt – mint bevált középkategóriás autó régóta az egyik leggyakoribb típusa számos amerikai hivatalos szerv, bűnüldözőszervek, rendőrségek, taxivállalatok nagyszámú szolgálati autóparkjának.